# Социальный конструктивизм
Социальный конструктивизм — социологическая и психологическая теория, изучающая процессы социо-психологического конструирования социальной реальности в человеческой активности. Социальная реальность и социальное взаимодействие индивидов рассматриваются как совокупность мыслей, идей и ценностей и не сводятся к материальным условиям. Возникновение социального конструктивизма связано с именем советского психолога Л. С. Выготского.
Социальная реальность не предзадана социальной активностью индивидов, вовлечение в социальные отношения проходит одновременно с созданием социальным агентом качеств и характеристик действительности. Знание является продуктом социального и культурного конструирования. В процессе взаимодействия индивидов, общения и иных форм социальных отношений происходит полагание значений и смыслов элементов действительности. Процесс обучения и воспитания являются по своему характеру социальной активностью личности, социальные нормы, значения элементов социальной действительности не постигаются в пассивном восприятии, но конструируются в процессе социальной интеракции.
Социальный конструктивизм отрицает существование естественных законов у социальной, экономической и политической сфер. Социальные факторы конституируются в ситуации и природе их взаимоотношений.
Социальный конструктивизм акцентирует внимание на образовании социальных конструкций в процессе индивидуально-личностного обучения, сопутствующего межличностному взаимодействию, тогда как социальный конструкционизм рассматривает формирование социальных конструкций в коллективных и групповых социальных процессах.
Социальный конструктивизм широко распространен в психологии образования, педагогике и применяется в теориях обучения. Социальный конструктивизм наряду с бихевиоризмом, социальной педагогикой и конструктивизмом является одной из основных теорий детского развития, возникшей на основе концепции когнитивного развития Жана Пиаже.

## Конструктивизм и социальный конструктивизм
В современном конструктивизме социальные аспекты социального конструктивизма рассматриваются в различных течениях конструктивизма — социальном конструкционизме (отождествляемом с социальным конструктивизмом) и других видах теорий конструктивизма. Кьяри (Chiari) и Нуззо (Нуццо) выделяют два типа конструктивистских теорий: эпистемологический и герменевтический конструктивизмы. Раскин (Jonathan D. Raskin) выделяет три теории конструктивизма: личностный конструктивизм (personal constructivism), называемый также теорией личностного конструкта, радикальный конструктивизм и социальный конструкционизм.